# Milyj, dorogoj, ljubimyj, edinstvennyj...
Milyj, dorogoj, ljubimyj, edinstvennyj... (russisk: Милый, дорогой, любимый, единственный...) er en sovjetisk spillefilm fra 1984 af Dinara Asanova.

## Medvirkende
- Olga Masjnaja som Anna
- Valerij Prijomykhov som Vadim
- Lembit Ulfsak som German
- Larisa Umarova som Vera
- Nikolaj Lavrov som Vsevolod